# Caius Vinius Fronto Asella
Caius Vinius Fronto Asella (Kr. e. 1. század – 1. század) római költő
Életéről mindössze annyit tudunk, hogy Horatius szomszédja volt, s egy ízben arra kérte a költőt, hogy verseskötetét juttassa el Augustushoz. Horatius az első episztolájában említi nevét. Középszerű költő lehetett, munkáiból még töredékek sem maradtak fenn.